# 横須賀市立田戸小学校
横須賀市立田戸小学校（よこすかしりつ たどしょうがっこう）とは、神奈川県横須賀市米が浜通にある、市立小学校。

## 沿革
- 1921年（大正10年）
  - 4月1日 - 豊島小学校、諏訪小学校、鶴久保小学校、山崎小学校から分離、横須賀市尋常田戸小学校して開校する。
  - 6月5日 - 開校式が行われる。この日を開校記念日とした。
- 1923年（大正12年）4月1日 - 横須賀市立尋常田戸小学校に改称。
- 1941年（昭和16年）4月1日 - 国民学校令により横須賀市田戸国民学校に改称。
- 1947年（昭和22年）4月1日 - 学制改革により現校名に改称。

## 通学区域
2014年度は以下の通りである。
- 日の出町2丁目、3丁目
- 米が浜通
- 平成町（1丁目5番地3を除く）
- 安浦町1丁目、2丁目、3丁目（27番～31番を除く）
- 富士見町1丁目（13番～30番を除く）、2丁目
- 田戸台の内78番～80番、84番～88番、91番地、92番地

また、安浦町3丁目27～31番は山崎小学校の通学区域であるが、通うことができる。

## 進学先中学校
本校の通学区域がそれとなっているのは横須賀市立常葉中学校である。
また、公立学校選択制により、以下の学校を選択できる。
- 横須賀市立坂本中学校
- 横須賀市立不入斗中学校
- 横須賀市立常葉中学校
- 横須賀市立公郷中学校
- 横須賀市立大津中学校

## 周辺施設
- 横須賀共済病院

## 交通
- 京浜急行電鉄 本線 県立大学駅より徒歩7分
- 京浜急行バス
  - 安浦一丁目バス停より徒歩3分
  - 聖徳寺坂下バス停より徒歩4分
  - 安浦二丁目バス停より徒歩6分

## 主な出身者
- hide - ミュージシャン、X JAPAN
- 細川ふみえ - タレント
- 西山麗（ソフトボール選手）